# Пётр из Дании (математик)
Пётр из Дании также известный как Пётр Филомена и Педер Нэктергал (лат. Petrus de Dacia, Petrus Dacia, Petrus Dacus, Petrus Danus, Petrus Philomena; ок. 1235, Готланд — 1310) — датский математик и астроном, ректор Парижского университета, монах, которого считают первым писателем Швеции.

## Биография
Родился в крестьянской семье. Жил в XIII — первой половине XIV века. Вступил в доминиканский орден. Служил монахом и магистром доминиканцем. Был каноником собора в Роскилле. Впервые упоминается в письме немецкого доминиканского провинциала Германа фон Миндена (датируемом 1286—1290 годами). После длительного пребывания за границей в 1266—1270 годах, в том числе в Орхусе, Кёльне и Париже, где он учился в доминиканских школах, вернулся в Швецию и в феврале 1271 года стал преподавателем Доминиканской академии в Скеннинге. Пётр изучал философию и теологию в Кельне у Альберта Великого и в Париже у Фомы Аквинского.
С 1291 по 1292 год занимал должность профессора Болонского университета, где преподавал математику и астрономию. В 1292 году находится в Париже, где активно работал в 1293 году. Был ректором Парижского университета.
В среде современного ему католического духовенства особенной известностью пользовались его сочинения о пасхалии. Из сочинений Петра в настоящее время известны «Календарь», содержащийся в шести римских рукописных кодексах, и очень важный для пасхалии «Трактат о вычислении места и возраста луны для данного времени», находящийся в одиннадцати римских рукописных кодексах. По Фоссиусу, эти сочинения должны быть отнесены к 1300 году.
Из других его математических сочинений особенно распространённым было «Commentum super Algorismum prosaicum Johannis de sacro Bosco», сохранившееся до настоящего времени в списках под различными заглавиями в Мюнхене, Оксфорде и Британском музее. Два другие математические сочинения Петра, «Tabula magistri Petri Philomene de Dacia ad inveniendum propositionem cujusvis numeri» и «Summa artis geometriae valde bona edita a magistro Petro de Dacia», стали известны науке новейшего времени первоначально по спискам, находящимися в Ватиканской библиотеке. Первое из этих сочинений представляет таблицу, содержащую все произведения от 1 х 1 до 49 х 49, вычисленные и выраженные в числах 60-ричной системы счисления. Второе сочинение вполне совпадает с приписываемым современнику Петра, английскому учёному Томасу Брадвардину, и напечатанным в 1496 году. «Geometria speculativa», которое принесло автору большую славу. Остаётся не вполне разъяснённым, кто из них действительный автор.